# توماس هوارد، دومین دوک نورفک
توماس هوارد (به انگلیسی: Thomas Howard)، توماس هوارد، دومین دوک نورفک (۱۴۴۳ تا ۱۵۲۴)، ارل ساری ۱۴۸۳ تا ۱۴۸۵ و دوباره ۱۴۸۹ تا ۱۵۱۴، تنها پسر جان هوارد اولین دوک نورفک و نخستین همسرش، کاترین مولینز بود. پدرش دوک اول پدربزرگ هر دو ملکه؛ آن بولین و ملکه کاترین هاوارد و جد بزرگ ملکه الیزابت یکم است. توماس هوارد در دورهٔ چهار تن از پادشاهان؛ ادوارد چهارم، ریچارد سوم، هنری هفتم، هنری هشتم، به عنوان یک نظامی و دولتمرد خدمت کرد.

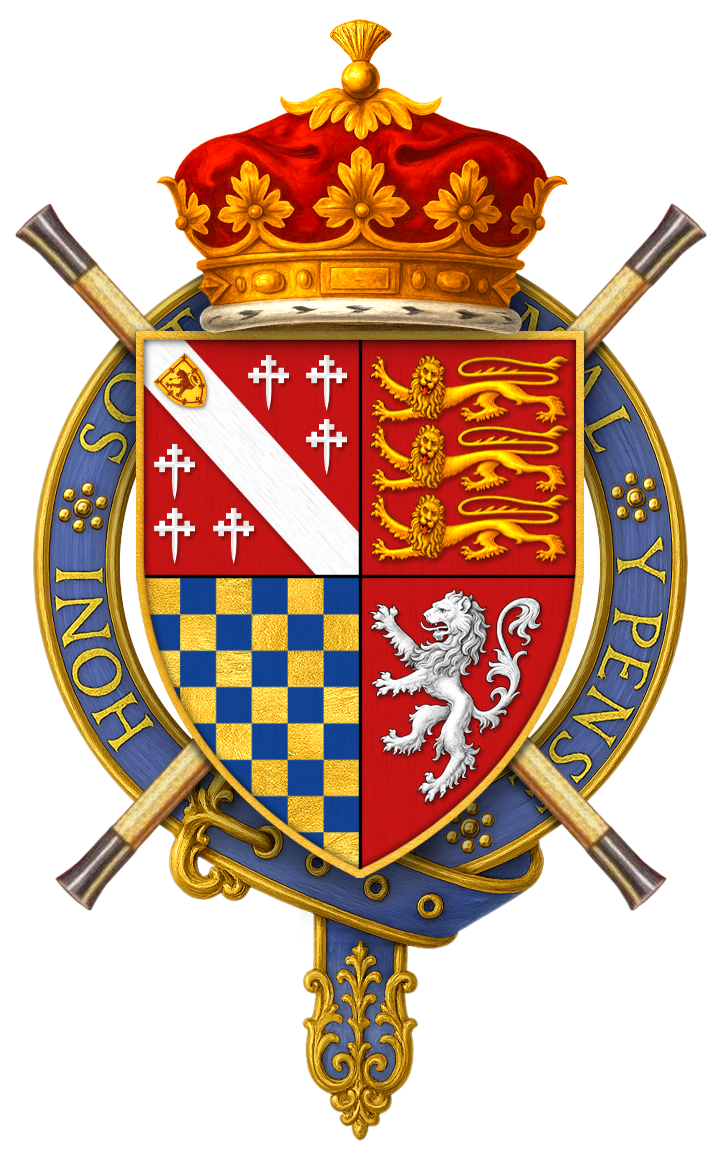
نشان ملی توماس هوارد، دومین دوک نورفوک